# Difféotopie
En mathématiques, une difféotopie est une classe d'équivalence pour la relation d’isotopie entre difféomorphismes sur une variété différentielle. Plus explicitement, étant donnés deux difféomorphismes sur une telle variété M, c’est-à-dire deux applications φ0, φ1 : M → M différentiables et bijectives avec des réciproques différentiables, on dit que ces difféomorphismes sont isotopes s’il existe une famille de difféomorphismes φt pour t ∈ ]0, 1[ telle que Φ : (t, x) ↦ φt(x) définisse une application différentiable sur [0, 1] × M.
L’ensemble des difféotopies (préservant le bord) sur une surface connexe compacte et orientée est un groupe souvent appelé sous sa dénomination en anglais mapping class group. Pour une surface Σ on trouve la notation avec un « M » gothique 𝔐(Σ). À l’aide de la classification des surfaces compactes, il peut aussi être noté 
Γg,n pour une surface de genre g avec n composantes de bord.
Une homéotopie est une classe d’équivalence pour la relation d’isotopie entre homéomorphismes. Cette notion est en général plus large que celle de difféotopie, mais coïncide dans le cas d’une variété de dimension 2.